# Johann Jakob Zeiller
Johann Jakob Zeiller (parfois orthographié Zeiler), né le 8 juillet 1708 à Reutte dans le Tyrol et mort le 8 juillet 1783 au même endroit, est un peintre autrichien, surtout connu pour ses fresques.

## Biographie
Johann Jakob Zeiller est d'abord l'élève de son père, le peintre Paul Zeiler (1658-1738). Il part ensuite faire son apprentissage à Rome chez Sebastiano Conca en 1723 et le poursuit entre 1729 et 1732 chez le célèbre Francesco Solimena à Naples. Il s'établit ensuite à Vienne, où il collabore avec un autre peintre fresquiste tyrolien, Paul Troger, de 1733 à 1743. Il entre en 1737 à l'Académie des Beaux-Arts de Vienne, ce qui lui donne divers privilèges, notamment celui de travailler librement dans tout l'Empire germanique. Parmi ses chefs-d'œuvre de l'époque, l'on peut distinguer ses fresques de l'abbaye cistercienne de Fürstenzell et de l'immense rotonde de l'abbaye d'Ettal.
Zeiller retourne à Reutte en 1755, où il reprend l'atelier de son père et collabore un temps avec son beau-frère Balthasar Riepp (1703-1764).
L'œuvre de Zeiller est avant tout composée de fresques d'églises et de commandes d'abbayes, mais aussi de tableaux d'autels remarquables par leur élégance.